# KSVK
KSVK (tiếng Nga:КСВК, Крупнокалиберная Снайперская Винтовка Ковровская), đôi khi còn gọi là SVN-98 hay ASVK, là loại súng bắn tỉa công phá sử dụng thiết kế bullpup của Nga. Loại súng này sử dụng loại đạn lớn (12,7x108mm) để bắn xuyên những bức tường dày và các loại xe thiết giáp nhẹ.

## Phát triển
Súng trường bắn tỉa cỡ lớn ASVK được phát triển và sản xuất hàng loạt bởi Nhà máy Degtyarev đặt tại Kovrov, Nga, dựa trên súng trường SVN-98 trước đó. Súng trường được thiết kế để tiêu diệt các phương tiện và thiết bị không bọc thép và bọc thép hạng nhẹ của đối phương ở phạm vi lên đến 1.000 mét, cũng như bộ binh của đối phương ở phạm vi lên đến 1500 mét. Khẩu súng trường này có thể sử dụng được các loại đạn súng máy cỡ nòng 12,7x108mm, cũng như các loại đạn bắn tỉa được thiết kế đặc biệt để tăng độ chính xác. Súng trường ASVK đã được sử dụng thành công trong chiến dịch chống khủng bố ở Chechnya và đang được phục vụ trong Bộ Nội vụ và quân đội Nga.
Khẩu súng trường này được chế tạo theo kiểu bố trí bullpup để giảm chiều dài tổng thể của vũ khí, nó được trang bị băng đạn dạng hộp có thể tháo rời với sức chứa 5 viên. Một vũ khí đã được chế tạo với một chốt trượt để khóa nòng súng khi quay. Một đặc điểm nổi bật là một giá đỡ cao đóng vai trò như một tay cầm để mang vũ khí. Khung ngắm quang học được lắp trên thanh gắn bên, trong khi tay cầm với ống ngắm mở được gấp lại, điều này cho thấy thước ngắm phía sau và phía trước sẽ không mấy khi được sử dụng.
Ngoài nòng súng chất lượng cao và băng đạn chất lượng tốt để bắn chính xác thì độ giật của vũ khí khi bắn cũng là một điểm quan trọng. Vì vậy, bộ bù hãm độ giật của mõm và phần đệm mông làm bằng cao su xốp đảm bảo cho việc bắn súng được thoải mái. Chính phanh đầu nòng của vũ khí là đặc điểm phân biệt chính của SVN-98 với ASVK. Bộ hãm đầu nòng có dạng hình trụ, có nhiều lỗ hướng ra xa mục tiêu, đảm bảo hãm vũ khí trong khi bắn và nhờ đó, giảm độ giật khi bắn. Súng trường được trang bị băng đạn hộp đơn một dãy giống nhau với sức chứa 5 viên với sơ tốc đầu nòng của viên đạn là 850 mét / giây. Nhà sản xuất tuyên bố độ phân tán của phát bắn ở khoảng cách 300 mét khi sử dụng loại đạn đại trà dành cho súng máy là 16 cm.

## Thiết kế

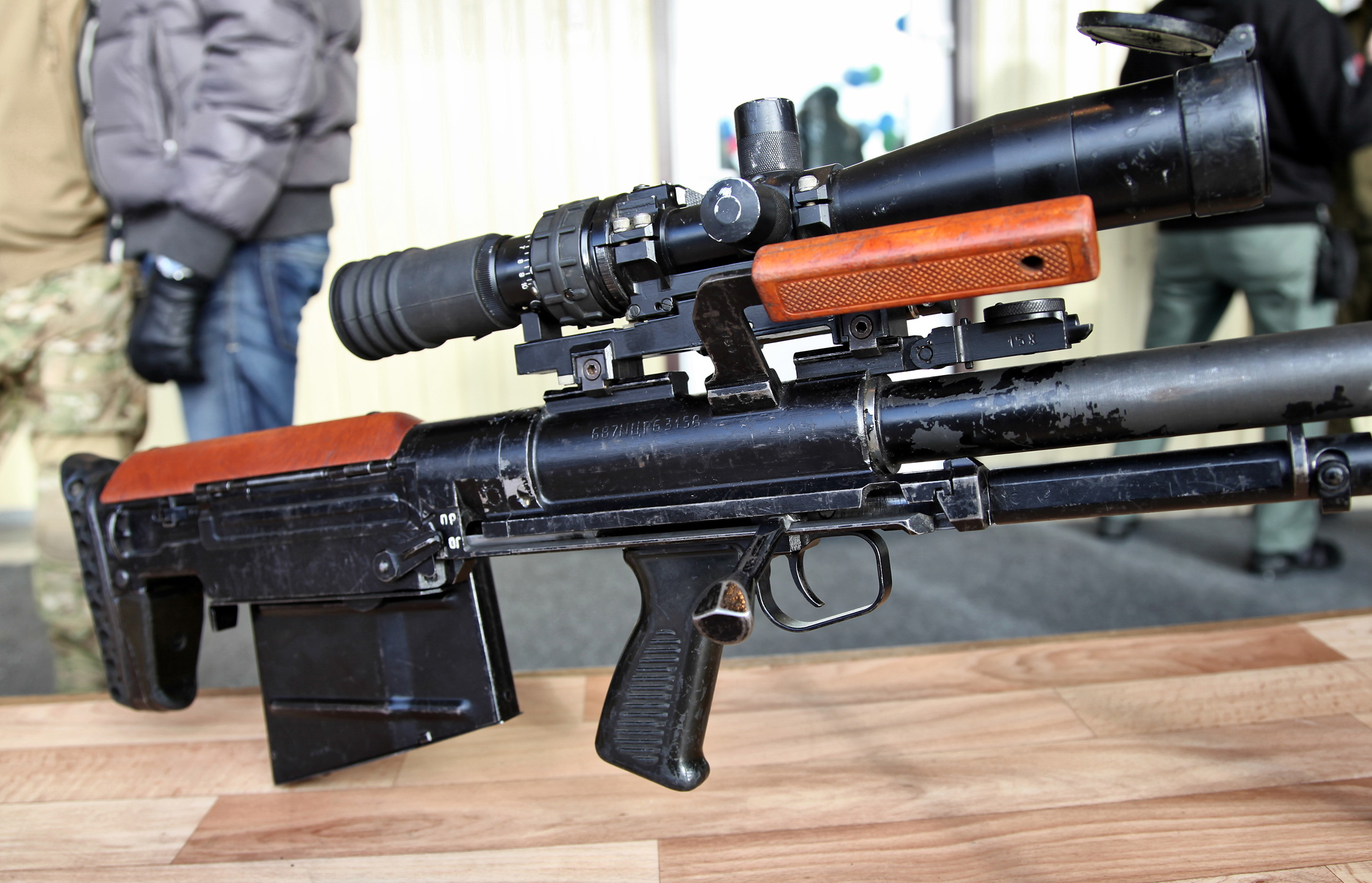
Thiết kế bullpup của ASVK, băng đạn nằm phía sau tay cầm

KSVK sử dụng thiết kế bullpup, khóa nòng trượt và Băng đạn gắn phía sau. Nó có một bộ phận chống giật lớn ở đầu nòng để giảm độ giật cao và giảm chấn động âm thanh của loại đạn 12,7 x 108 mm, chụp bù giật có thể giúp giảm độ giật của súng xuống 2,5 lần. KSVK có thanh răng để gắn các loại Ống ngắm khác nhau cũng như có điểm ruồi dự phòng để dùng trong các tình huống khẩn cấp.
Ban đầu, súng sử dụng loại đạn 12,7x108mm cơ bản dùng chung cho đại liên DShK, NSV và Kord. Đường kính phân tán trung bình của đạn là khoảng 16 cm ở cự ly 300 m (~ 2 MOA) nếu không sử dụng đạn chuyên dụng có độ chính xác cao dành cho súng bắn tỉa. Sau đó Nga chế tạo một loại đạn bắn tỉa chuyên dụng với tên mã 7N34 giúp súng đạt độ chính xác tốt hơn.
Khẩu súng trường chống tăng đầu tiên trên thế giới là một phát minh của người Đức, khẩu  Mauser 1918 T-Gewehr trong Thế chiến I. Trong thời kỳ Thế chiến II, bộ binh đã sử dụng những khẩu súng trường chống tăng như súng trường chống tăng Boys (Anh), Panzerbüchse 39 (Đức), Lahti L-39 (Phần Lan), PTRS-41, PTRD-41 (Liên Xô) để bắn những loại xe tăng - thiết giáp hạng nhẹ. PTRD-41 là súng trường chống tăng Liên Xô được sản xuất nhiều nhất từ năm 1941-1945. Trong số 480.000 khẩu súng trường chống tăng do Liên Xô sản xuất trong Thế chiến II, khoảng 75-80% là súng PTRD-41. Một số bộ phận của súng giống như Panzerbüchse 39 của Đức, trong khi một số bộ phận như khoá nòng lại giống khẩu Ur-38 của Ba Lan.
Tuy nhiên, súng trường chống tăng có nhiều điểm yếu. Chúng chỉ hiệu quả ở khoảng cách ngắn khoảng 500m đối với hầu hết các xe tăng. Ngoài ra, một phát bắn xuyên giáp không chắc chắn đánh bại thành công một chiếc xe tăng vì viên đạn phải bắn trúng đạn dược hoặc nhiên liệu bên trong hoặc giết chết hoặc loại bỏ một thành viên tổ lái. Giữa năm 1939 và 1942, súng trường chống tăng hoạt động khá hiệu quả trên chiến trường. Tuy nhiên, đến năm 1943, súng trường chống tăng gần như trở nên lỗi thời và được thay thế bằng các loại súng phóng lựu và rocket hiện đại hơn.
Trong các cuộc chiến tranh Chechnya, quân đội Nga đã tìm kiếm một loại súng trường có thể tiêu diệt hiệu quả lực lượng đối phương từ khoảng cách xa. Một trong những tiêu chí quan trọng là đảm bảo tiêu diệt kẻ thù, ngay cả khi viên đạn không trúng bất kỳ bộ phận quan trọng nào của cơ thể. Đây là lý do các nhà sản xuất vũ khí Nga quyết định tạo ra một loại súng trường bắn tỉa có khả năng hạ gục các mục tiêu cách xa tới mấy km. Súng trường ASVK / KSVK (hoặc súng bắn tỉa cỡ nòng lớn) được phát triển vào cuối những năm 1990 dựa trên súng trường thử nghiệm SVN-98 12,7mm. Súng bắn tỉa ASVK / KSVK hiện đang được các đơn vị hoạt động đặc biệt của Quân đội và Cảnh sát Nga sử dụng. Viên đạn 12,7x108 mm có động năng 17.000 jun có thể xuyên thủng các tấm thép dày 20 mm ở khoảng cách 500 mét. ASVK là một khẩu súng trường bắn tỉa bullpup với tổng chiều dài của súng là 1.350 mm trong khi phần nòng súng là 1.000 mm. Nhược điểm của súng là trọng lượng khá lớn (giống như đối với tất cả các loại súng bắn tỉa cỡ nòng lớn), khoảng 12,5 kg khi không có hộp đạn và ống ngắm quang học.
Cũng tương tự như khẩu Barrett M82 của Mỹ ra đời trước đó nhằm bắn phá các trang thiết bị của đối phương nhưng cũng có thể hạ mục tiêu là con người ở khoảng cách rất xa, AVSK không được thiết kế như súng bắn tỉa chính xác cao mà nó là súng bắn tỉa công phá, để sử dụng ở những nơi không thể sử dụng súng máy cỡ lớn do kích thước và trọng lượng của nó. Nói cách khác, ASVK được thiết kế để xuyên thủng cơ thể binh lính trong trang bị bảo hộ cá nhân và đằng sau nơi trú ẩn ở khoảng cách tối đa 1500 mét, chứ không phải để bắn chính xác vào mắt một con sóc ở cách xa 2.000 mét
ASVK được nhận xét là súng bắn tỉa cỡ nòng lớn có kết cấu đơn giản nhất, tương đối rẻ để sản xuất hàng loạt, đủ hiệu quả và tiện lợi, bù lại thì nó có phần kém hơn một số mẫu súng đặc nhiệm nước ngoài về độ chính xác, ngay cả khi sử dụng đạn chất lượng cao Bất chấp những cải tiến, đạn dược, công nghệ mới và tiến bộ kỹ thuật, KVSK có một điểm chung với súng trường Mosin-Nagant nổi tiếng - cả hai loại súng đều được thiết kế để dễ dàng đào tạo cho một người lính bình thường và rất dễ sử dụng trong điều kiện chiến đấu
Đường kính phân tán trung bình được nhà sản xuất công bố là khoảng 160 mm ở cự ly 300 m khi không sử dụng loại đạn đặc biệt. Để tăng độ chính xác, loại đạn chuyên dụng bắn tỉa 12,7 × 108 mm 7N34 59,0 gam FMJ và AP có độ chính xác cao đã được phát triển cho các súng bắn tỉa cỡ nòng 12,7mm của Nga như loại súng này. Khi bắn đạn 7N34, KVSK có độ lệch chỉ khoảng 1,5 MOA, tương đương vòng tròn đường kính khoảng 40 mm tại 100 mét. Phiên bản nâng cấp là ASVK (sau đổi tên thành 6S8 Kord) có thể đạt độ chính xác cao hơn, đạt 1 MOA khi dùng đạn bắn tỉa chuyên dụng Độ chính xác ASVK nhỉnh hơn khẩu Zijiang M99 do công ty cơ khí Zijiang của Trung Quốc sản xuất (độ lệch là 1,6 MOA tương đương độ lệch viên đạn 47 mm ở khoảng cách 100 m Khẩu OSV-96 cũng do Nga sản xuất khi sử dụng đạn bắn tỉa có đường kính lệch không quá 50 mm ở cự ly 100m, tương đương 0,8 MOA. Trong khi đó khẩu Barrett M82 của Hoa Kỳ thì có độ lệch khoảng 3 MOA khi sử dụng đạn thường hoặc đạt mức dưới 1 MOA nếu sử dụng loại đạn thích hợp) Loại súng bắn tỉa đặc nhiệm của Mỹ là McMillan TAC-50 được phát triển vào năm 1989 cũng dùng đạn 12,7 mm 50 BMG với chức năng xuyên phá tương tự, có độ sai lệch chỉ 0,5 MOA (khoảng 15 mm ở 100 mét). ASVK khi bắn ở khoảng cách 300 mét có độ lệch là 160 mm khi sử dụng đạn thông thường trong khi McMillan TAC-50 có thể bắn trúng mục tiêu trong vòng tròn 120 mm ở khoảng cách 1.000 m khi sử dụng đạn tầm xa đặc biệt.
Để đạt độ chính xác cao, nòng súng TAC-50 không phải do chính McMillan sản xuất mà phải được mua từ Lilja Precision Rifle Barrels (một doanh nghiệp gia đình tại bang Montana). Loại nòng này làm bằng thép không gỉ tiêu chuẩn 416 hoặc thép mạ chrome 4140, được gia công với độ tỉ mỉ ngang đồng hồ Thụy Sĩ Theo quy trình của Lilja Precision, để đạt độ chính xác cao nhất có thể, mỗi nòng súng 12,7mm phải được chế tác thủ công bởi một thợ lành nghề, bao gồm việc mài ren, vát mép, cắt theo chiều dài khách hàng mong muốn; do vậy thời gian chế tạo nòng súng theo đơn đặt hàng phải mất tới 10-12 tuần Đây là một trong những loại súng trường .50BMG phổ biến nhất trong quân đội và lực lượng thực thi pháp luật và được chế tạo phù hợp với các thông số kỹ thuật nhằm có độ chính xác tối ưu. Trong khi đó, nòng súng KSVK chỉ được sản xuất bằng những vật liệu thông thường, chế tạo trên dây chuyền sản xuất dùng chung với súng máy 12,7mm bằng phương pháp nén xuyên tâm nên có thể sản xuất rất nhanh với số lượng lớn, tất cả chu trình làm nòng chỉ mất 15 phút Phương pháp chế tạo hàng loạt này làm giảm chút ít độ chính xác của đường đạn, bù lại thì có thể sản xuất rất nhanh hàng vạn khẩu súng để trang bị đại trà cho toàn quân đội

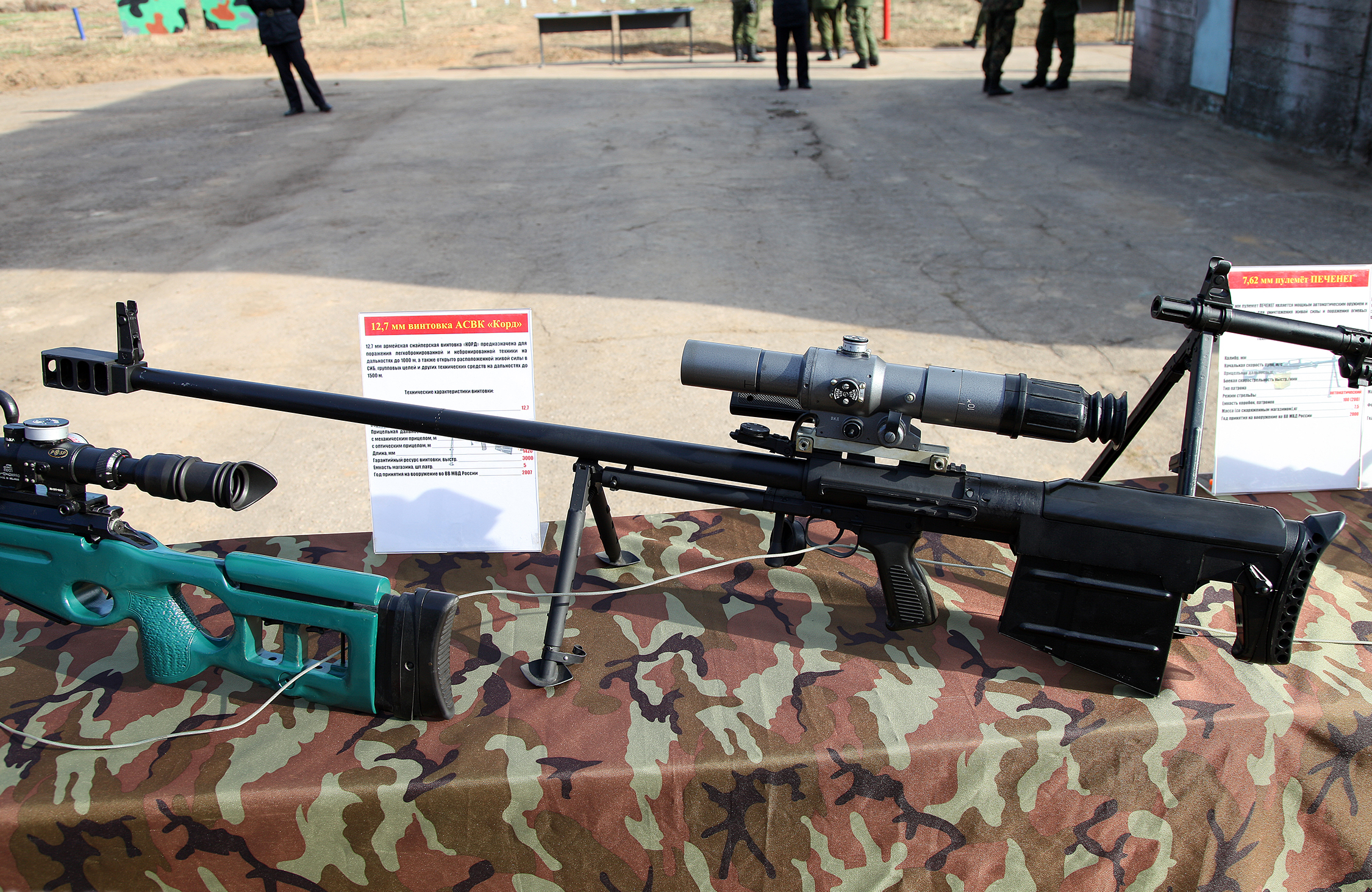
Súng ASVK tại triển lãm năm 2015

Yuri Sinichkin, cựu xạ thủ bắn tỉa đặc nhiệm Nga cho rằng với độ lệch 2 MOA khi sử dụng loại đạn thông thường thì ASVK chỉ có thể bắn trúng mục tiêu cỡ lớn ở khoảng cách một km. Yuri Sinichkin cho rằng phiên bản ASVK có uy lực mạnh hơn các mẫu súng trường bắn đạn 12,7x99mm của Mỹ và châu Âu, nhưng lại tồn tại một số nhược điểm như loại đạn chuyên dụng của mẫu súng này rất hiếm ngay cả ở Nga và chỉ được sử dụng trong các cuộc thử nghiệm bắn súng tại các địa điểm quân sự Sử dụng đạn 12,7x108 mm chuyên dụng của Nga khá tốn kém khi xạ thủ trung bình bắn không dưới 30 phát mỗi buổi tập. Nếu bán cho thị trường dân sự ở Nga thì giá của ASVK khá đắt, thời điểm tháng 1 năm 2021 là hơn 2,7 triệu rúp (khoảng 37.000 USD), tương đương với súng trường nhập khẩu do các hãng như Barret và Accuracy International sản xuất. Sinichkin kết luận rằng với cùng mức giá đó, ông sẽ mua một khẩu súng trường của Mỹ vì nó tốt hơn về mặt công thái học và kỹ thuật.
Nếu tính theo giá bán cho quân đội thì một khẩu AVSK có giá 6.409 USD ở thời điểm năm 2010 (giá bán cho quân đội Nga), trong khi súng McMillan TAC-50 của Mỹ được nhà sản xuất công bố (thời điểm năm 2021) có giá 10.426 USD - 11.250 USD Đối với giá đạn, đạn 12,7x108mm được rao bán ở Mỹ có giá 43,7 USD cho 10 viên. Loại đạn bắn tỉa 7N34 bán cho quân đội Nga năm 2018 có giá 186,4 triệu rúp/100.000 viên (~5,2 USD/viên) Trong khi đạn 12,7x99 mm ở Mỹ thì có giá bán gần 37 USD cho hộp 10 viên, gần 160 USD cho 50 viên, 685 USD cho 200 viên đạn loại thường, hoặc 7 USD/viên cho loại đạn bắn tỉa
Năm 2016, Nga giới thiệu phiên bản cải tiến tiếp theo là "Kord-M", còn được biết đến với tên gọi ASVK-M hoặc 6V7M-1. Độ chính xác được nâng lên, có thể tấn công người và xe bọc thép hạng nhẹ của đối phương ở khoảng cách lên đến 2 km. Nhờ dùng công nghệ và vật liệu mới, tuổi thọ nòng tăng từ 3.000 phát bắn lên 4.500 phát, trọng lượng của súng cũng nhẹ đi - chỉ 10 kg, hoặc nặng 11,2 kg nếu lắp ống ngắm 1P88-2. ASVK-M nhẹ hơn một số đối thủ nước ngoài (ví dụ như khẩu Barrett M82 của Mỹ nặng 12 kg khi chưa gắn kính ngắm) nhưng hơi nặng hơn khẩu ARM-2 của quân đội Trung Quốc (11 kg với ống ngắm) và khẩu DesertTech HTI của Mỹ (nặng 9,3 kg phiên bản dùng đạn 12,7mm khi chưa gắn kính ngắm). Tầm ngắm của súng ASVK-M khi lắp ống ngắm 1P88-2 là 2.000 m

## Lịch sử chiến đấu
KSVK/ASVK Kord do Nga sản xuất đang được quân ly khai thân Nga ở miền Đông Ukraine sử dụng chống lại quân đội chính phủ Ukraine. Một số khẩu đã bị quân đội Ukraine thu giữ tại sân bay Donetsk..
Khẩu súng này cũng đã được sử dụng bởi quân đội chính phủ Syria trong nội chiến Syria (2011).

## Phiên bản nước ngoài
Súng bắn tỉa hạng nặng 12,7 mm Việt Nam là một loại súng bắn tỉa công phá do Việt Nam chế tạo, có cỡ nòng 12,7mm, được thiết kế dựa trên súng bắn tỉa công phá KSVK của Nga nhưng có thêm một số cải tiến mới. Dự án hoàn thành vào năm 2010 và súng được Nhà máy Z111 chế tạo thành công mẫu thử nghiệm. Tất cả các thiết bị như nòng súng, báng súng, vỏ ngoài, thân, đạn dược, kính ngắm quang học... cũng như dây chuyền sản xuất và công nghệ chế tạo tại nhà máy Z111 đều do phía Việt Nam làm chủ thông qua việc nghiên cứu tiếp thu công nghệ kỹ thuật súng bắn tỉa KSVK từ phía Nga. Súng có kích thước phù hợp, trọng lượng 12,5 kg, hộp tiếp đạn 5 viên, sơ tốc đầu đạn 840 m/s, tầm bắn hiệu quả 1.200m. Súng dùng kính ngắm 10x mã N12 do Việt Nam tự chế tạo, bắn thử đạt tỉ lệ trúng và độ chụm cao, bảo đảm độ bền và hoạt động tin cậy trong các điều kiện thời tiết khắc nghiệt. Định danh của mẫu súng này tại Việt Nam là SBT-12M1
Ngoài mẫu súng bắn tỉa SBT-12M1, Việt Nam còn chế tạo 1 loại súng bắn tỉa 12,7mm khác, nhưng là dựa theo khẩu OSV-96. Khẩu này được giới thiệu năm 2015

## Người sử dụng
- Nga
  -  Quân ly khai thân Nga ở hai tỉnh miền đông Ukraine
- Syria
- Việt Nam